# Economía del cuidado (concepto)

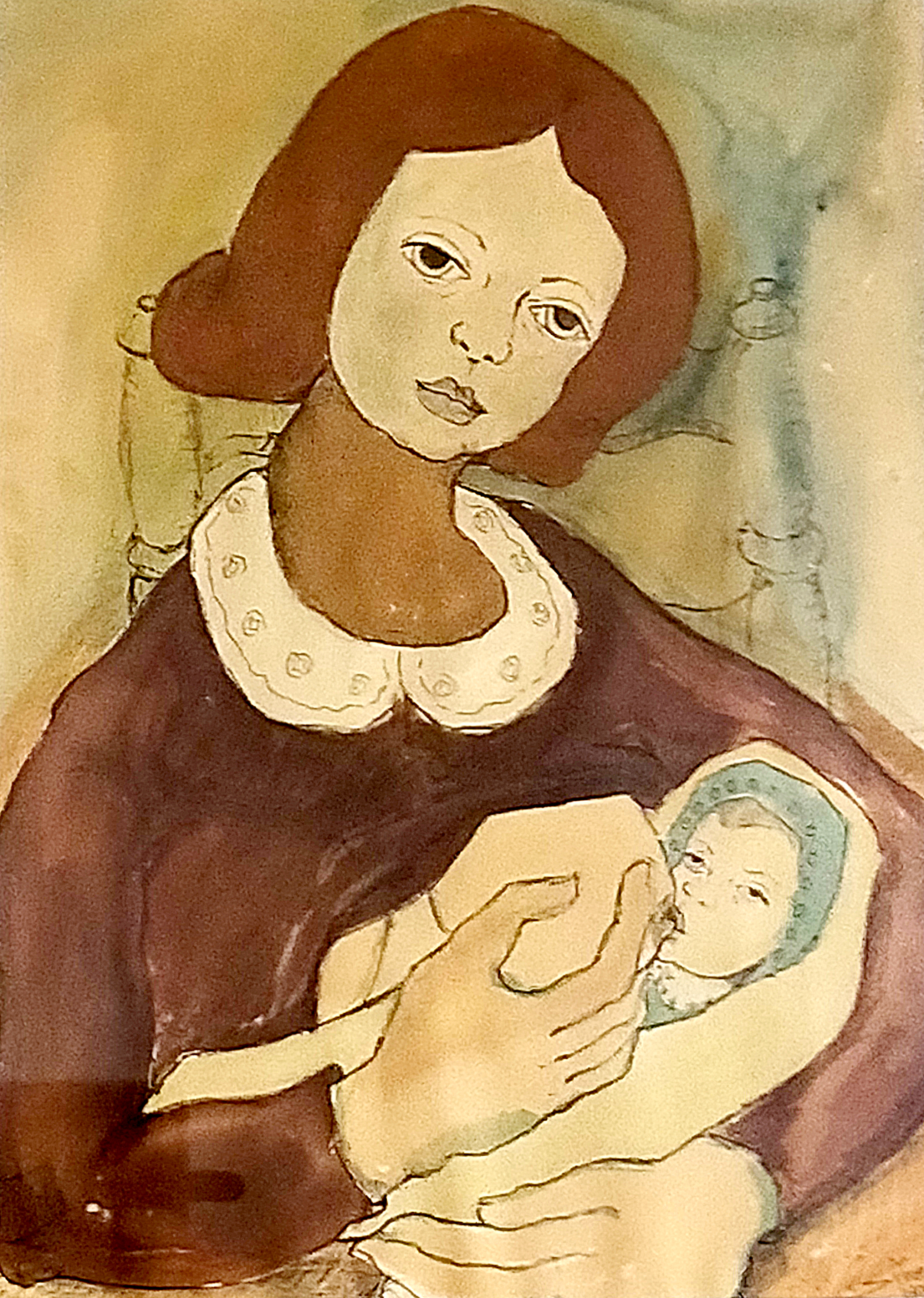
Maternidad como expectativa

La economía del cuidado comprende todo trabajo que se realiza de forma no remunerada en los hogares, incluyendo el trabajo doméstico y de cuidados, que comúnmente se remunera en el mercado laboral. En la mayoría de los casos son mujeres las cuales están a cargo de estos trabajos, que principalmente están dirigidos al cuidado de niños, de adultos de la tercera edad y de personas con alguna discapacidad pero también de la realización de las actividades domésticas, este tipo de trabajos han tenido un aumento de demanda en los últimos años.
La economía del cuidado es un concepto desarrollado por la autora española Yayo Herrero, en el libro Sujetos arraigados en la tierra y los cuerpos.
Este concepto también hace referencia a la organización social del cuidado, siendo la manera en la que las familias, el mercado y la comunidad distribuye y reproduce el trabajo, este recayendo directamente en las mujeres.  A su vez, en la actualidad este concepto se ha definido como parte de los elementos que nutren o cuidan a las personas, ya sea proveyéndoles de los elementos físicos o emocionales necesarios para vivir en sociedad. Es decir, la economía del cuidado también hace referencia a los bienes y actividades que permiten a las personas alimentarse, educarse, estar sanas y vivir en un ambiente adecuado.

## Características
Dentro de las principales características de la economía del cuidado, se encuentran las siguientes: 
- Comprende el trabajo de las mujeres en el ámbito mercantil como en el hogar, el cual está vinculado al cuidado, atención, mantenimiento y reproducción de este y sus miembros, así como el desarrollo económico de los países y el bienestar de sus poblaciones.
- Estas actividades se consideran como bienes o servicios económicos, ya que generan valor y  demandan costos representados en tiempo y energía. Además son capaces de generar bienestar a los que los reciben.
- A las mujeres que realizan este tipo de actividades, no se les reconoce sus derechos laborales y seguridad social, ya que no reciben ninguna compensación económica por su labor.
- Estas mujeres no tienen acceso a condiciones dignas de trabajo como el acceso a días de descanso obligatorio, un salario justo, vacaciones y un contrato de trabajo.[3]
- Hay un gran nivel de desigualdad entre las mujeres y hombres cuidadores. De acuerdo a la Organización Internacional de Trabajo en el continente americano, las mujeres dedicaron 268 minutos al día de cuidado no remunerado, mientras que los hombres dedicaban solamente 155 minutos por día.
- Muchas mujeres con un trabajo fijo se ven forzadas a realizar las tareas del hogar también para vivir adecuadamente. Haciendo que estas mujeres lleguen a hacer más de una jornada laboral al día.[1]
- La “economía del cuidado” suele referir un alto grado de responsabilidad sobre las mujeres y niñas, ya que toda la carga del trabajo suele recaer sobre ellas desde muy pequeñas.
- Este concepto está basado en la creencia errónea que las mujeres están dotadas naturalmente para la realización de este trabajo por sobre los hombres.[3]

## Impacto en la sociedad mundial
Tal como lo indica el Informe Global sobre la Brecha de Género, la deficiencia que existe en los sistemas de cuidado, representa uno de los mayores obstáculos a mejorar en relación a las diferencias de género en los mercados laborales de todo el mundo. Según la Organización Internacional del Trabajo, el 76% del trabajo de cuidado no remunerado es realizado por mujeres, haciendo que la disparidad aumente, especialmente en aquellos países con cambios demográficos en donde la demanda de cuidado se relaciona tanto al cuidado de niños como de adultos de la tercera edad. De esta manera, la economía de cuidado representa un campo en donde predominan las mujeres con un 64.7% de la participación de las mujeres en la población mundial, siendo esta caracterizada por un bajo nivel de remuneración, malas condiciones laborales y reforzando aún más las diferencias existentes entre hombres y mujeres en materia del liderazgo.
La economía del cuidado también se relaciona con la inexistencia de servicios públicos de cuidados, yendo de la mano con un mercado frecuente poco regulado y de heterogeneidad estructural; desde la pandemia por el virus del SARS-CoV-2, estas diferencias estructurales aumentaron.

## Impacto en México
Una encuesta realizada por el Instituto de Liderazgo Simone de Beauvoir (ILSB) en 2023, que fue aplicada a 134 mujeres jóvenes, indígenas, afromexicanas, mestizas, migrantes, de la diversidad sexo- genérica y con discapacidad, mostró los sigueintes resultados.
Todas las participantes:
- Comparten una idea sobre el cuidado que significan las actividades materiales, emocionales, afectivas y mentales que se dan entre familiares, pero también elegidos y en la comunidad.
- Piensan que compartir la responsabilidad con los hombres en los cuidados es poca o nula, así como la del mercado y el Estado.
- La mayoría no conoce ni practica el autocuidado.
- Encuentran en el cuidado colectivo la posibilidad de cambiar las cargas de trabajo; pero, admiten que, en la colectividad, los cuidados siguen siendo hechos principalmente por mujeres.
- Presentan un sentimiento de confusión: reconocen sentir satisfacción de los cuidados familiares, pero, la mayoría acepta que este trabajo se realiza a costa del propio bienestar personal.
- Según este estudio, las cargas de cuidado familiares aumentan dependiendo del número de hijos e hijas, las actividades diarias que se deban cumplir, el grado de infraestructura y servicios públicos que tengan garantizados, y los contextos urbanos o rurales donde vivan.
- La falta de corresponsabilidad de otras personas y la necesidad de redistribución de los cuidados no es reconocida por muchas de ellas hasta que pasan por un proceso de reflexión en el que forman políticas a partir de los cuidados.
- Identifican como un problema la falta de participación en los cuidados por parte del Estado, el mercado, la comunidad y los hombres en general, y la falta de inclusión de mujeres diversas en la identificación, diseño e implementación de políticas y programas públicos en materia de cuidados.
- Ninguno de los grupos de mujeres reconoció avances significativos en política pública en materia de cuidados.

Las mujeres indígenas y afromexicanas: 
- Reconocen que además de los cuidados familiares, asumen también los cuidados comunitarios y otros derivados de la falta de servicios.

- Conciben el cuidado como una práctica para el bien común, pero también contribuye a su sobrecarga.
- No suelen ocupar lugar como presidentas en comités relacionados al cuidado del agua, la salud, la educación y en la parroquia, y encuentran fuertes resistencias para redistribuir los cuidados dentro de los hogares.
- Si bien el autocuidado es casi inexistente para todos los grupos, entre mujeres indígenas y afromexicanas, existen mayores prácticas y recursos enfocados en la sanación, relajación y conexión con la naturaleza.

Las mujeres de la diversidad sexo-genérica:
- Para ellas, los cuidados no se relacionan solo a los lazos familiares o sanguíenos, sino que los dan y reciben en colectividad, en redes de apoyo y protección ante la violencia y discriminación que viven.
- Las políticas, programas y servicios públicos en materia de cuidados no atienden sus necesidades dado que se construyen desde la hetero y cisnormatividad.
- Aquellas que no cuentan con autonomía económica para salir de la casa familiar, se ven en la necesidad de volver para recibir cuidados ante una enfermedad o cuando son adultas mayores, muchas veces condicionado a esconder su orientación sexual, identidad o expresión de género, y se ven expuestas a múltiples violencias.

Las mujeres con discapacidad:
- Para ellas, el cuidado debería impulsar la autonomía y alejarse de la mirada asistencialista, resaltan la importancia de la comunidad para colaborar en la inclusión social.
- Nombran cómo los modelos de cuidado existentes generan dependencia excesiva de las personas con alguna discapacidad de sus cuidadores y sobrecarga para las familias.
- Ven al autocuidado como algo lejano.

Las mujeres migrantes: 
- Su condición les dificulta acceder a derechos y servicios en materia de cuidados.
- Tienen que construir redes de confianza y apoyo, de manera que no ven los cuidados colectivos como una práctica cotidiana.
- El trabajo de cuidados remunerados representa para muchas de ellas una salida laboral, aunque sea en condiciones de informalidad y precarización.

## Papel de la mujer en el desarrollo sostenible en la Agenda 2030
Se destaca el papel crucial de la mujer en el desarrollo sostenible según la Agenda 2030, enfatizando que su participación es fundamental para lograr un futuro equitativo y sostenible. Las mujeres son agentes clave en la implementación de prácticas sostenibles, especialmente en áreas como la agricultura, el cuidado del medio ambiente y la gestión de recursos.
En el análisis de ciertas autoras resaltan que la igualdad de género no solo es un derecho humano, sino también un factor esencial para el desarrollo sostenible. Las mujeres, al estar a menudo en la primera línea de la crisis climática y de recursos, poseen conocimientos y experiencias valiosas que pueden contribuir a soluciones innovadoras y efectivas.
Además, se subraya la importancia de eliminar las barreras sociales y económicas que limitan la participación de las mujeres en la toma de decisiones. Para alcanzar los objetivos de la Agenda 2030, es fundamental empoderar a las mujeres, promoviendo su liderazgo y asegurando su acceso a recursos, educación y oportunidades económicas. En resumen, se enfatiza que el desarrollo sostenible y la igualdad de género son interdependientes, y que el empoderamiento de las mujeres es una condición necesaria para construir un mundo más justo y sostenible.